# Itzán
Itzán es un yacimiento arqueológico maya localizado en el municipio de La Libertad en el Petén, Guatemala, y pertenece a las ciudades de la cuenca del Usumacinta. Algunas estructuras del yacimiento fueron dañadas y otras destruidas durante actividades de exploración petrolera de las empresas Sonpetrol y Basic Resources Ltd, durante los años 1980, lo que motivó tareas de rescate y excavación urgentes por parte de diversos arqueólogos. A pesar de su tamaño, relativamente pequeño, el sitio parece haber sido uno de los más importantes centros políticos del área como queda evidenciado por el gran número de monumentos y por el tamaño de algunos de ellos. El sitio fue ocupado en un principio durante el periodo preclásico medio y esta ocupación continuó hasta el clásico tardío.

## Localización
El yacimiento se encuentra a 25 km al noroeste de Dos Pilas, que se ubica sobre un afluente menor del Río La Pasión. La ciudad se encontraba en una cima natural rodeada de pantanos y barrancos. Hay una fuente de agua al oeste del sitio que parece haber proveído al lugar del líquido vital. Itzán está situada también entre las ciudades del periodo clásico, Altar de los Sacrificios y Seibal, aproximadamente a 14 km al noreste de la primera.

## Historia
Itzán fue ocupado de manera continuada del preclásico medio hasta el clásico tardío, habiendo disminuido su actividad sensiblemente en el clásico temprano del que solo un enterramiento ha sido registrado acompañado de cerámica.
Existen glifos en Dos Pilas que indican que la ciudad de Calakmul tomó el control de Itzán en el año 652 d. C., y que la propia ciudad de Dos Pilas ganó alguna batalla sobre la ciudad. Itzán parece haber guerreado también contra El Chorro.
Una dama de la nobleza de Itzán se convirtió en la esposa principal de B'alaj Chan K'awiil, el rey de Dos Pilas, y el hijo de ambos, Itzamnaaj Balam, heredó el trono de la ciudad. El colapso del imperio de Dos Pilas en el siglo VIII a. C. aparentemente benefició a Itzán, que es la época en la que la ciudad muestra una actividad renovada.
El sitio fue encontrado en febrero de 1968 por Dennis y Louisa Wheeler, dos voluntarios de los Cuerpos de Paz. En 1978, las ruinas fueron exploradas por integrantes del proyecto de Ceibal.

## Descripción del sitio
A Itzán, a pesar de ser una pequeña ciudad, se le consideró interesante por los arqueólogos para conducir excavaciones en ella. Las investigaciones iniciales permitieron registrar un número de monumentos tallados y estructuras relativamente grandes de hasta 7 m de altura. En 1986 se mapeó el sitio y fue entonces cuando los arqueólogos se percataron de que la ciudad había sido seriamente saqueada y que muchos de los monumentos tallados habían sido dañados por los vándalos y que algunos de los edificios habían sido cortados por las zanjas de los saqueadores. Algunas de las piezas cortadas fueron llevadas a la capital departamental de Flores, en el Petén, con la intención de transferirlas más tarde a la ciudad de Guatemala.
El centro de la ciudad de Itzán está agrupada en dos plazas, la Norte y la Sur y dos plazuelas: la Este y la Oeste que, entre todas, forman una unidad arquitectónica.
La parte nuclear del sitio incluye una acrópolis, varias plazas y varias estelas y altares, totalizando cerca de 25 monumentos, todos los cuales fueron movidos de su emplazamiento original a fin de excavar bajo ellos. La mayoría de estos monumentos habían sido colocados en plazas abiertas, frente a las estructuras mayores. Vestigios de textos mayas en glifos fueron también encontrados asociados a la plaza Oeste. La mayor parte de la acrópolis que corresponde al periodo clásico tardío fue construida sobre estructuras anteriores que corresponden al periodo preclásico.
La Estela 17 encontrada en el lugar incluye un texto que menciona a los señores de Itzán y a los de la ciudad cercana de Altar de los Sacrificios. También contiene una parte de un texto que parece señalar datos de la guerra entre Itzán y el sitio del El Chorro.